# Rycerka Dolna
Rycerka Dolna – wieś w Polsce, położona w województwie śląskim, w powiecie żywieckim, w gminie Rajcza. 
| SIMC    | Nazwa      | Rodzaj    |
| ------- | ---------- | --------- |
| 0066329 | Głębokie   | część wsi |
| 0066335 | Stawiska   | część wsi |
| 0066341 | U Brandysa | część wsi |
| 0066358 | U Cokota   | część wsi |
| 0066364 | U Gajdasa  | część wsi |
| 0066370 | U Górów    | część wsi |
| 0066387 | U Martynki | część wsi |
| 0066393 | U Pryszcza | część wsi |
| 0066401 | U Pustków  | część wsi |
| 0066418 | U Skrzypka | część wsi |
| 0066424 | U Zonia    | część wsi |
| 1003615 | Za Polaną  | część wsi |

W latach 1975–1998 wieś administracyjnie należała do województwa bielskiego.
We wsi mieszka 1425 mieszkańców, a jej powierzchnia wynosi 12,44 km². Leży w dolinie Rycerki, a częściowo także Soły, między masywami Małej Zabawy (798 m), Hutyrowem (744 m) a Łysicą (704 m). 
Dzieje Rycerki Dolnej są ściśle powiązane z dziejami Rycerki Górnej. Powstanie miejscowości związane jest prawdopodobnie z osadnictwem wołoskim. Pierwsze osady w dolinie Rycerki pojawiły się w XVII wieku. Na przełomie XVIII i XIX wieku wieś znalazła się w rękach właścicieli sporej części Żywiecczyzny – Wielopolskich. Jednak już w 1808 roku Rycerkę kupuje od Andrzeja Wielopolskiego Ludwik Delaveaux. W latach czterdziestych XIX wieku dawne dobra Komorowskich i Wielopolskich wykupuje Karol Ludwik Habsburg. Po jego śmierci w 1847 roku syn Albrecht oprócz posiadłości na północ od Żywca oraz klucza makowskiego w starostwie lanckorońskim nabywa również Rycerkę. Podczas II wojny światowej w roku 1940 Niemcy wysiedlili 700 mieszkańców, sprowadzając 68 osadników niemieckich. W Rycerce urodził się Rudolf Vavrouch (1888–1940), major piechoty Wojska Polskiego.
Rycerka Dolna graniczy z miejscowościami – Rajcza, Sól, i Rycerka Górna. Znajduje się tu wiele ośrodków wypoczynkowych. Ponadto na obszarze Rycerki Dolnej znajdują się następujące szczyty: Hutyrów, Łysica, Słowików Groń i Sobański Groń.

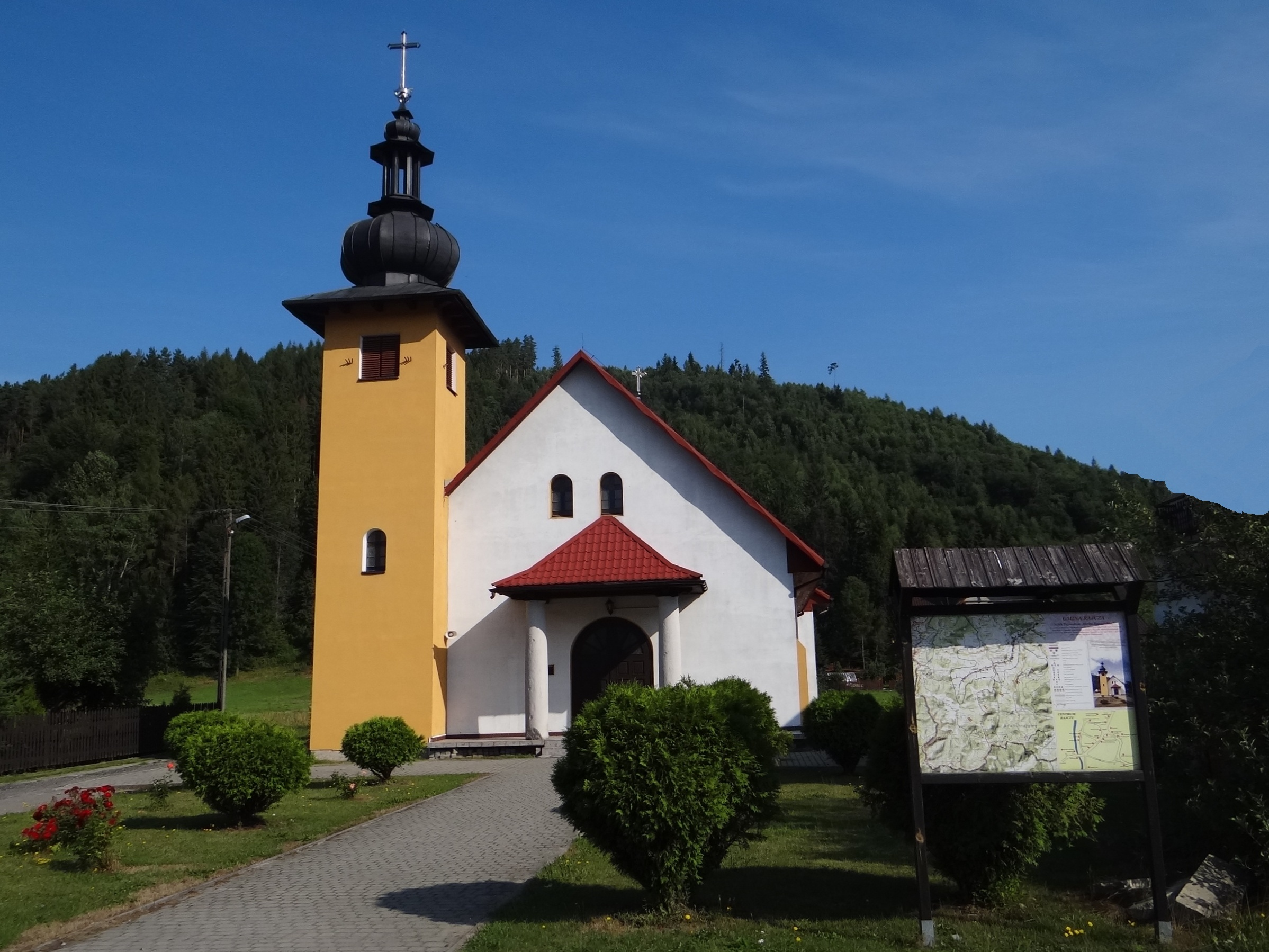
Kościół w Rycerce Dolnej

## Szlaki turystyczne
na Przełęcz Przegibek – 2.35 h, z powrotem 1.55 h.
 na Mładą Horę – 2.25 h, z powrotem 1.50 h.
 na Praszywkę Wielką – 1.45 h, z powrotem 1.15 h.
 do Soli – 0.45 h.